# Molí de Can Maspons
El Molí de Can Maspons és un conjunt d'edificacions rurals del municipi de Cardedeu (Vallès Oriental) protegit com a bé cultural d'interès local.

## Descripció
Es tracta d'un conjunt d'edificacions rurals disposat en planta en forma de L, formant un cos de masia on antigament s'ubicava el molí i ara s'utilitza com a restaurant i habitatge. L'edifici principal és de planta rectangular i és de planta baixa i planta sotacoberta. Té tres crugies perpendiculars a la façana principal, la central és més ampla que les altres. L'escala d'accés a la planta superior està adossada al lateral de la crugia central. Els cossos afegits de la part posterior són de planta baixa i sotacoberta i estan situats al redós de l'antiga bassa d'aigua. Un cos de característiques volumètriques similars s'adossa perpendicularment al cos principal en el seu extrem esquerre.
La façana principal està orientada a migdia i sense compondre. El portal d'accés està centrat i és d'arc de mig punt de totxo vist, despleçat lleugerament damunt d'aquest s'hi conserva la traça d'un rellotge de sol. Destaca la façana posterior perquè era el lloc on s'ubicaven els forats de pas de l'aigua de la bassa al molí fariner, actualment aquests forats estant tapiats. Les obertures de la planta baixa estan protegides per reixes de ferro forjat de diferents dissenys. Aquesta planta baixa està destinada a menjador, cuina i serveis del restaurant i a la planta baixa de l'edifici principal és on s'hi conserven una part dels engranatges de l'antic molí.

## Història
Aquest molí està documentat ja des del segle xi i és un dels molins fariners ubicats al marge est de la riera de Cànoves i que feien servir recs artificials per les aigües de la riera, dels quals encara en queden alguns. El 1895 el molí encara funcionava amb els avenços de l'època: turbina, moles modernes, netejadores, ventadores i una bàscula per pesar els carros que encara es conserva. El 1898, en concret el mes de juliol, el moliner de Can Maspons va comprar el molí de Can Bas, que estava al costat del seu. Va ser l'últim molí en activitat de Cardedeu, i l'últim que es va fer va ser moldre gra per al bestiar. L'edifici principal té alguns elements d'interès, com les obertures de diferents proporcions, allindades i amb brancals, llindes i ampits de pedra, amb dades gravades dels segles XVII, xviii i xix.